# 気候変動適応法
気候変動適応法（きこうへんどうてきおうほう、平成30年6月13日法律第50号）は、気候変動適応の推進に関する日本の法律である。

## 概要
この法律は、地球温暖化（地球温暖化対策の推進に関する法律第二条第一項に規定する地球温暖化をいう）その他の気候の変動（気候変動）に起因して、生活、社会、経済及び自然環境における気候変動影響が生じていること並びにこれが長期にわたり拡大するおそれがあることに鑑み、気候変動適応に関する計画の策定、気候変動影響及び気候変動適応に関する情報の提供その他必要な措置を講ずることにより、気候変動適応を推進し、もって現在及び将来の国民の健康で文化的な生活の確保に寄与することを目的とする。
この法律において「気候変動影響」とは、気候変動に起因して、人の健康又は生活環境の悪化、生物の多様性の低下その他の生活、社会、経済又は自然環境において生ずる影響をいう。「気候変動適応」とは、気候変動影響に対応して、これによる被害の防止又は軽減その他生活の安定、社会若しくは経済の健全な発展又は自然環境の保全を図ることをいう。

## 気候変動適応計画
「気候変動適応計画」は、この法律に基づいて策定される計画である。政府は、気候変動適応に関する施策の総合的かつ計画的な推進を図るため、気候変動適応に関する計画を定めなければならない。